# تولید هارمونیک دوم

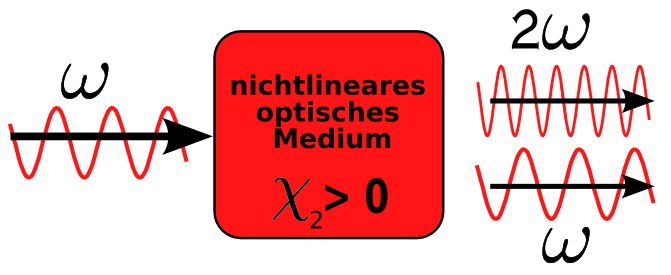
دو برابر شدن فرکانس در محیط غیر خطی

تولید هارمونیک دوم، فرایندی در نور غیرخطی است که طی آن، فرکانس فوتون در گذر از ماده‌ای با رفتار غیرخطی، دو برابر می‌شود. در این فرایند انرژی فوتون دو برابر و طول موج آن نصف می‌شود. تولید هارمونیک دوم فرایندی مرتبه دوم در نور غیرخطی است و تنها در مواد با تقارن معکوس رخ می‌دهد.
تولید هارمونیک دوم را نخستین بار پیتر فرانکن و همکارانش سال ۱۹۶۱ در دانشگاه میشیگان مشاهده کردند. هرچند از نظر تئوری امکان چنین فرایندی پیش‌بینی شده بود، اما تا اختراع لیزر مشاهده‌ی آن ممکن نبود. آنان این اثر را با تابش لیزر با طول موج ۶۹۴ نانومتر به یک کریستال کوارتز مشاهده کردند.
تولید هارمونیک دوم در مخابرات رادیویی و فرکانس‌های رادیویی و مایکروویو نیز انجام می‌شود و حالت خاصی از ضرب فرکانسی است.